# Zima w Antwerpii
Zima w Antwerpii – powieść flamandzkiego pisarza Maurice Gilliamsa z 1953 r. Powieść przełożył na język polski Andrzej Kołaczkowski. Została ona opublikowana w serii Współczesna Proza Światowa w 1971 r. wraz z inną powieścią Gilliamsa, Eliasz albo walka ze słowikami z 1936 r.

## Treść
Utwór tematycznie i formalnie nawiązuje do wydanej 17 lat wcześniej powieści Gilliamsa Eliasz czyli walka ze słowikami. Narrację prowadzi starszy mężczyzna, spędzający w szpitalu długie miesiące. Wraca on myślami do lat dzieciństwa, wrażeń, miejsc i osób, które były obecne we wczesnych latach jego życia. Głównymi postaciami jego opowieści stają się dwie ciotki, mieszkające wraz z jego najbliższą rodziną w wiejskim dworku: ciotka Henrietta oraz ciotka Teodora. Narrator przywołuje również postać ojca oraz wspomina ostatnie chwile życia matki. 